# Державний кордон Австралії

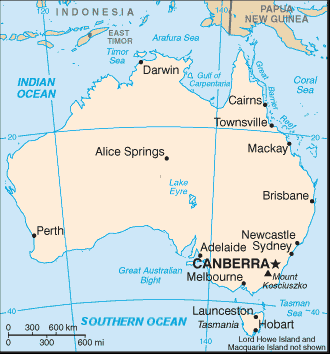
Карта Австралії

Державний кордон Австралії — державний кордон, лінія на поверхні Землі та вертикальна поверхня, що проходить по цій лінії, що визначають межі державного суверенітету Австралії над власними територією, водами, природними ресурсами в них і повітряним простором над ними. Австралія не має сухопутного державного кордону

## Морські кордони
Австралія на півночі омивається водами Арафурського і Тиморського морів, затоки Карпентарія, на півдні водами Великої Австралійської затоки, на заході відкритими водами Індійського океану; на сході — водами Коралового і Тасманового морів Тихого океану. Сусідні країни включають Індонезію, Східний Тимор і Папуа Нову Гвінею на півночі, Соломонові острови, Вануату і заморське володіння Франції Нову Каледонію на сході, а також Нову Зеландію на південний схід. Довжина берегової лінії Австралії становить 34,2 тис. км (без узбереж островів). Згідно з Конвенцією Організації Об'єднаних Націй з морського права (UNCLOS) 1982 року, протяжність територіальних вод країни встановлено в 12 морських миль (22,2 км). Прилегла зона, що примикає до територіальних вод, в якій держава може здійснювати контроль необхідний для запобігання порушень митних, фіскальних, імміграційних або санітарних законів простягається на 24 морські милі (44,4 км) від узбережжя (стаття 33). Виключна економічна зона встановлена на відстань 200 морських миль (370,4 км) від узбережжя. Континентальний шельф — 200 морських миль (370,4 км) від узбережжя, або до континентальної брівки (стаття 76).